# Mordovija Arena
La Mordovija Arena (in russo Мордовия Арена?) è uno stadio di calcio situato a Saransk, Russia.
Con una capienza di 41 685 posti a sedere, ha ospitato le partite casalinghe del FC Mordovija fino al 2020. Lo stadio è stato utilizzato per ospitare alcune partite del campionato mondiale di calcio 2018.

## Coppa del Mondo FIFA 2018
| Data           | Ora   | Squadra #1 | Ris.  | Squadra #2 | Fase del torneo | Spettatori |
| -------------- | ----- | ---------- | ----- | ---------- | --------------- | ---------- |
| 16 giugno 2018 | 19:00 | Perù       | 0 - 1 | Danimarca  | Girone C        | 40 502     |
| 19 giugno 2018 | 15:00 | Colombia   | 1 - 2 | Giappone   | Girone H        | 40 842     |
| 25 giugno 2018 | 21:00 | Iran       | 1 - 1 | Portogallo | Girone B        | 41 685     |
| 28 giugno 2018 | 21:00 | Panama     | 1 - 2 | Tunisia    | Girone G        | 37 168     |